# Fuerzas Aéreas de la República Española

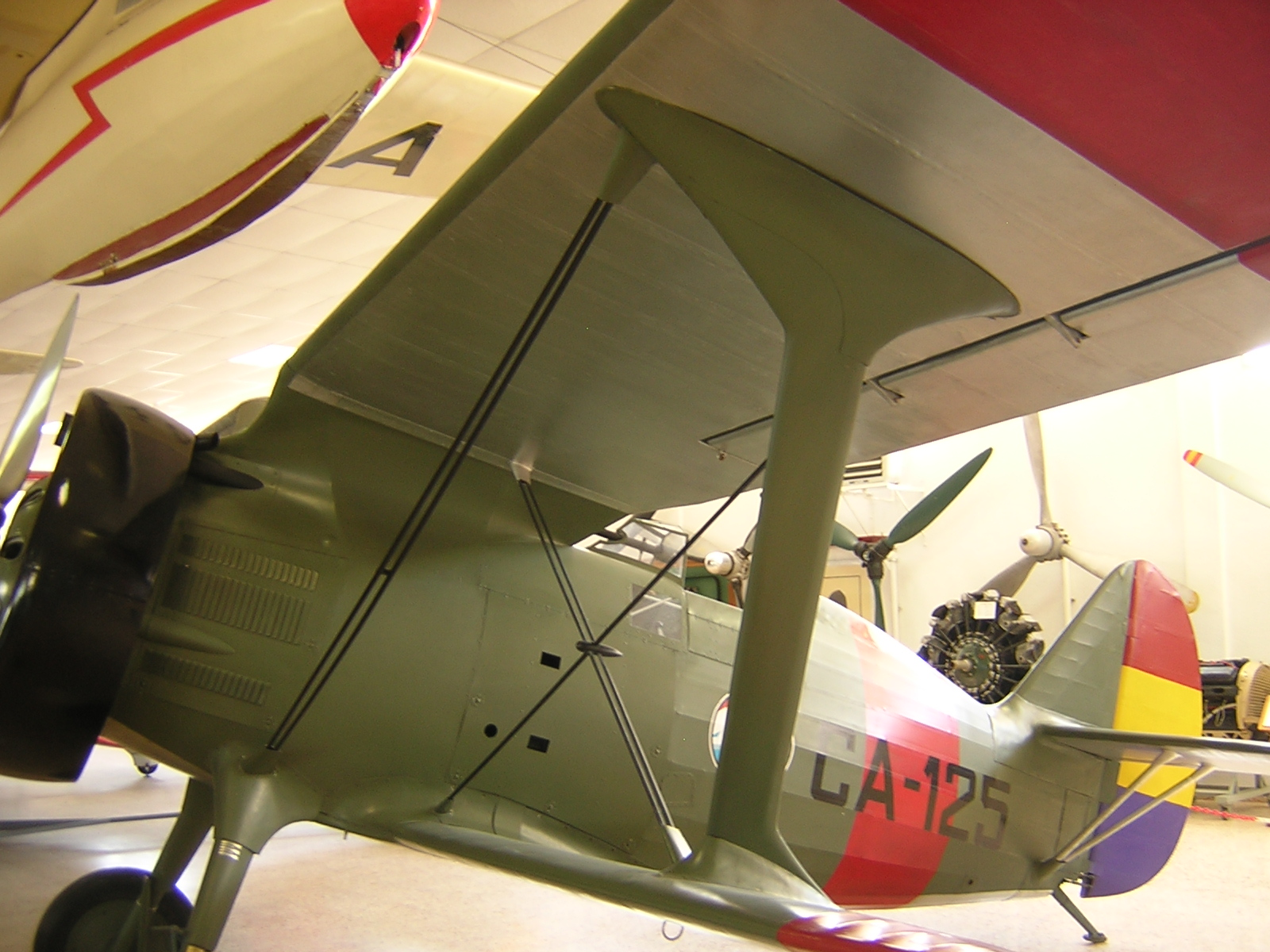
Il Polikarpov I-15 Chato esposto al Museo del Aire di Madrid.

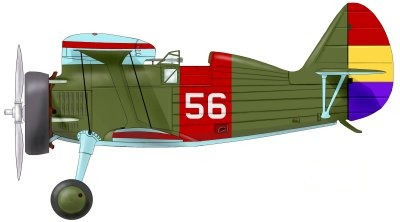
Immagine laterale a colori del Polikarpov I-15 Chato appartenuto all'asso Frank Glasgow Tinker nella livrea repubblicana.

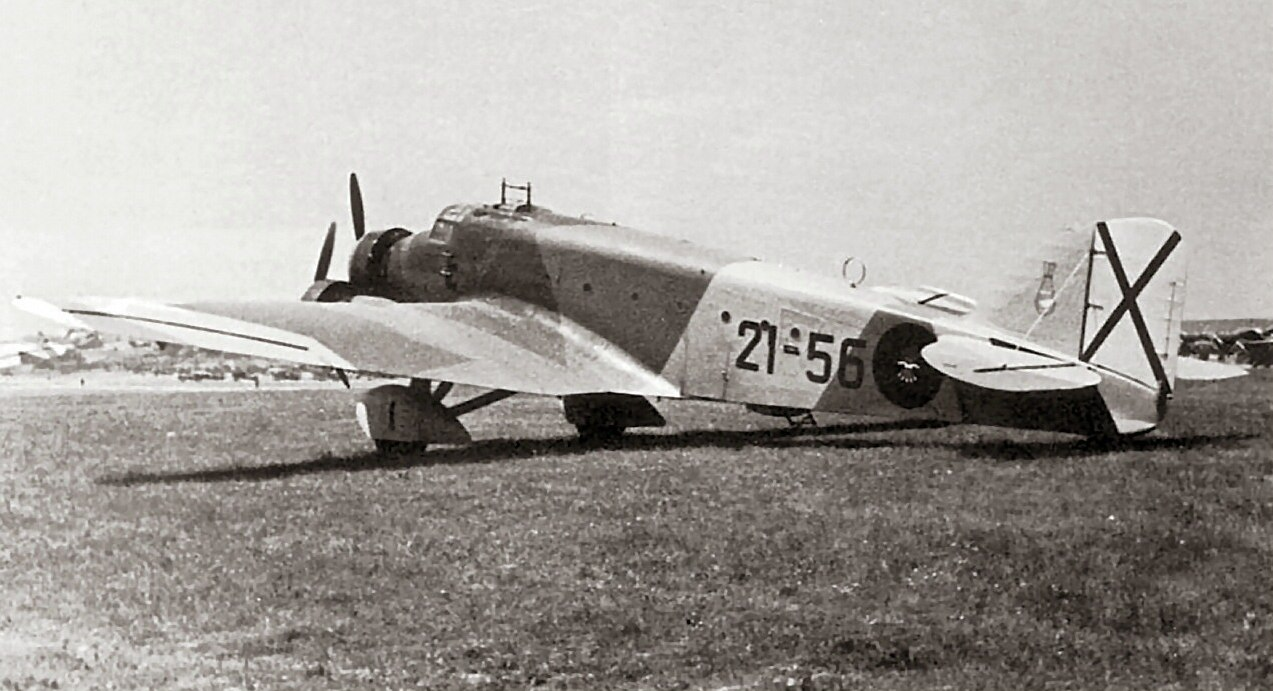
Un SM 81 dell'Aviación Nacional nel 1936

Le Fuerzas Aéreas de la República Española, abbreviate anche in FARE (o nella forma puntata F.A.R.E.) e tradotto dallo spagnolo Forze aeree della Repubblica Spagnola, era la denominazione ufficiale dell'aeronautica militare della seconda repubblica spagnola nel periodo che va dal 1936 al 1939, come evoluzione del servizio aereo militare costituito nel 1911.

## Storia
Il Servicio de Aviación Militar fu la forza aerea dell'esercito spagnolo dal 1913 fino allo alla guerra civile spagnola, quando la sua struttura si divise tra i due schieramenti opposti. Anche la Marina spagnola aveva una sua aviazione, la Aeronáutica Naval.
La flotta contava 400 aerei nel luglio 1936 quando, con lo scoppio della guerra civile spagnola, perse 90 aerei, passati sotto il controllo delle forze nazionaliste, che furono il primo nucleo di quella che sarebbe stata l'Aviación Nacional del Bando nacional durante il conflitto.

### Il conflitto
Considerato che un centinaio di aerei erano dedicati a servizi civili di fatto all'inizio i repubblicani contavano su 200 aerei e circa 150 piloti.
L'Unione Sovietica fu, assieme al Messico, il solo paese a fornire alla repubblica un aiuto militare diretto. Fin dalla fine di ottobre del 1936 cominciarono ad arrivare in Spagna, tra gli altri, i veloci e moderni bombardieri Tupolev SB e i caccia Polikarpov I-15, che consentirono alle forze aeree lealiste di contrastare più efficacemente la superiorità dei nazionalisti, acquisita con gli aiuti italiano e tedesco. Dalla Francia, dopo una iniziale disponibilità del governo francese a fornire armi alla repubblica, fu possibile acquistare (o meglio importare in condizioni di contrabbando perché la Francia aderì al comitato di non intervento) i Potez 540 e I Dewoitine D.371, grazie anche al forte impegno dello scrittore André Malraux. Contratti con le aziende cecoslovacche e olandesi non si concretizzarono per l'annessione dei sudeti prima e per il crollo della repubblica poi. La Repubblica in guerra dovette acquisire i suoi aerei dove poteva, sia nel mercato legale (che però si era chiuso per la nascita del comitato di non intervento, cui aderiva buona parte dei paesi democratici), sia in quello illegale. Per questo motivo numerosi apparecchi giunsero in pochissimi esemplari, come ad esempio due esemplari di Fairey Fantôme, prodotti in Belgio e acquistati da intermediari sovietici per la Spagna.
Nel maggio 1937 le Fuerzas Aéreas subirono una profonda riorganizzazione interna e divennero un'Arma autonoma dell'esercito, mentre un decreto dell'8 gennaio 1938, unendola all'aviazione di marina, ne fece una forza armata indipendente, di dimensioni pari alle altre due.

## Distintivi ottici di riconoscimento
Il simbolismo di riconoscimento applicato alla flotta aerea era basato su una fascia di colore rosso posizionata sulle superfici superiore ed inferiore delle ali e sui lati della fusoliera, sopra la quale era posta la sigla identificativa del reparto, più un distintivo di coda posizionato sul timone costituito dai colori della bandiera nazionale con la sequenza rosso-giallo-morado, una tonalità che sta tra il rosso carminio ed il viola.